# Weismanniola
Weismanniola é um gênero de traça pertencente à família Brachodidae.